# Прва савезна лига Југославије у хокеју на леду 1947.
Прва савезна лига Југославије у хокеју на леду 1947. је прво послератно првенство Југославије, које је одиграно по турнирском систему.
Првенство није одржано 1946. јер осим у Словенији није било других хокејашких клубова. Први клубови су почели да се оснивају 1946. у Загребу КХЛ Младост, ХК Црвена звезда у Београду и у другим градовима.
Прво првенство је одиграно као тродневни турнир који се одржао у Љубљани од 24. до 26. јануара 1947. уз учествовање четири клуба. Најуспешнија је била екипа КХЛ Младости из Загреба, победивши у све три утакмице са извареднним скором 31:0.
За победу су се добијала 2, нерешено 1, а пораз 0 бодова. У случају истог броја бодова бољи је онај који је дао више голова.

## РезултатиАрхивирано2013-01-13 на сајту
- Младост — Спартак 16:0 (5:0, 4:0, 7:0) 24. јануара
- Триглав — Црвена звезда 8:0 (3:0, 3:0, 2:0) 24. јануара
- Триглав — Спартак 12:1 (4:0, 4:0, 4:1) 25. јануара
- Младост — Црвена звезда 11:0 (1:0, 4:0, 6:0) 25. јануара
- Младост — Триглав 4:0 (1:0, 3:0, 0:0) 26. јануара
- Спартак — Црвена звезда 1:1 (0:0, 0:1, 1:0) 26. јануара

## Коначан пласманАрхивирано2013-01-13 на сајту
| Екипа                      | ИГ | Д | Н | И | ГД | ГП | ГР  | Б |
| -------------------------- | -- | - | - | - | -- | -- | --- | - |
| 1. Младост (Загреб)        | 3  | 3 | 0 | 0 | 31 | 0  | +31 | 6 |
| 2. Триглав (Љубљана}       | 3  | 2 | 0 | 1 | 20 | 5  | +15 | 4 |
| 3. Спартак (Суботица)      | 3  | 0 | 1 | 0 | 2  | 29 | -27 | 1 |
| 4. Црвена звезда {Београд) | 3  | 0 | 1 | 0 | 2  | 20 | -19 | 1 |

ИГ = одиграо, Д = победио, Н = нешерио, И = изгубио, ГД = голова дао, ГП = голова примио, ГР = гол-разлика, Б = бодова
| Првак Прве савезна лиге Југославије у хокеју на леду 1947. |
| ---------------------------------------------------------- |
| КХЛ Младост Загреб 1. Титула                               |